# (8282) Delp
(8282) Delp (1991 RR40) – planetoida z grupy pasa głównego asteroid okrążająca Słońce w ciągu 5,44 lat w średniej odległości 3,09 au. Odkryta 10 września 1991 roku.